# Гонцешти (Бузау)
Гонцешти (рум. Gonțești) насеље је у Румунији у округу Бузау у општини Канешти. Oпштина се налази на надморској висини од 347 m.

## Становништво
Према подацима из 2002. године у насељу је живело 40 становника, од којих су сви румунске националности.